# Jim Harrison
James Thomas Harrison, conosciuto come Jim Harrison (Grayling, 11 dicembre 1937 – Patagonia, 26 marzo 2016), è stato uno scrittore e poeta statunitense.

## Biografia
James Thomas Harrison è nato a Grayling, nel Michigan, l'11 dicembre 1937.
Ha compiuto gli studi all'Università statale del Michigan dove ha conseguito un B.A. in inglese nel 1960 e un M.A. in letterature comparate 6 anni dopo.
Dopo aver brevemente insegnato alla Stony Brook University, ha pubblicato la raccolta di liriche Plain Song nel 1965 prima di tornare nel Michigan e lavorare come giornalista freelance e operaio.
Nella sua corposa produzione figurano 15 raccolte di poesie, 9 di racconti, 12 romanzi, 3 saggi, 2 memoir e un libro per ragazzi.
Le sue opere sono state spesso adattate in pellicole cinematografiche, come nel caso di Revenge - Vendetta del 1990  e Vento di passioni del 1994 dai racconti contenuti in Leggende d'autunno.
Vincitore del Michigan Author Award nel 2014, è morto all'età di 78 anni a Patagonia, in Arizona, il 26 marzo 2016 in seguito ad un infarto.

## Vita privata
Nel 1954 ha sposato Linda King e dalla loro unione sono nate due figlie.

## Opere

### Raccolte di poesie
- Plain Song (1965)
- Locations (1968)
- Outlyer and Ghazals (1971)
- Letters to Yesenin (1973)
- Returning to Earth (1977)
- Selected and New Poems, 1961-1981 (1982)
- Theory and Practice of Rivers (1985)
- After Ikkyu and Other Poems (1996)
- The Shape of the Journey: New and Collected Poems (1998)
- Livingston Suite (2005)
- Braided Creek: A Conversation in Poetry (avec Ted Kooser) (2003)
- Saving Daylight (2006)
- In Search of Small Gods (2009)
- Songs of Unreason (2011)
- Dead Man’s Float (2016)

### Romanzi
- Lupo (Wolf, a False Memoir, 1971), Milano, Baldini & Castoldi, 1996 traduzione di Fenisia Giannini ISBN 88-85988-88-1.
- Un buon giorno per morire (A Good Day to Die, 1973), Milano, Baldini & Castoldi, 1994 traduzione di Carlo Oliva ISBN 88-85989-57-8.
- L'uomo dei sogni (Farmer, 1976), Milano, Baldini & Castoldi, 1999 traduzione di Alberto Pezzotta ISBN 88-8089-301-7.
- Warlock (1981)
- Luci del Nord (Sundog, 1984), Milano, Baldini & Castoldi, 1997 traduzione di Agostino Lupoli ISBN 88-8089-322-X.
- Dalva (1988), Milano, Baldini & Castoldi, 1997 traduzione di Margherita Giacobino ISBN 88-8089-784-5.
- La strada di casa (The Road Home, 1998), Milano, Baldini & Castoldi, 2000 traduzione di Sandro Melani ISBN 88-8089-772-1.
- True North (2004)
- Ritorno sulla terra (Returning to Earth, 2007), Milano, Rizzoli, 2008 traduzione di Francesca Di Pietro e Stefano Tettamanti ISBN 978-88-17-02004-6.
- The English Major (2008)
- Il grande capo (The Great Leader: a faux mystery, 2011), Milano, Baldini + Castoldi, 2018 traduzione di Anita Taroni e Stefano Travagli ISBN 978-88-93881-37-1.
- The Big Seven (2015)

### Raccolte di racconti
- Legends of the Fall (1979)
  - Leggende d'autunno, Milano, Sperling & Kupfer, 1982 traduzione di Adriana Bottini ISBN 88-200-0208-6.
  - Vento di passioni, Milano, Baldini & Castoldi, 1995 traduzione di Dario Gibelli ISBN 88-85987-80-X.
- Società Tramonti (The Woman Lit by Fire Flies, 1990), Milano, Baldini & Castoldi, 1992 traduzione di Alessandro Ossola ISBN 88-85988-29-6.
- Julip (1994), Milano, Baldini & Castoldi, 1998 traduzione di Fenisia Giannini ISBN 978-88-8089-495-7.
- The Beast God Forgot to Invent (2000)
- The Summer He Didn't Die (2005)
- The Farmer's Daughter (2010)
- Brown Dog (2013)
- The River Swimmer (2014)
- The Ancient Minstrel - Brown Dog (2016)

### Libri per ragazzi
- The Boy Who Ran to the Woods (2000)

### Saggi
- Just Before Dark (1990)
- The Raw and the Cooked: Adventures of a Roving Gourmand (2001)
- A Really Big Lunch : The Roving Gourmand on Life and Good (2017)

### Autobiografie
- Off to the Side (2002)
- The Ancient Minstrel (2016)

## Filmografia
- Cold feet - piedi freddi (Cold Feet), regia di Robert Dornhelm (1989) (soggetto)
- Revenge - Vendetta (Revenge), regia di Tony Scott (1990) (soggetto)
- Vento di passioni (Legends of the Fall), regia di Edward Zwick (1994) (soggetto e sceneggiatura)
- Wolf - La belva è fuori (Wolf), regia di Mike Nichols (1994) (soggetto e sceneggiatura)
- Dalva, regia di Ken Cameron (1996) (soggetto)
- Giorni di passione, regia di Bruno Barreto (1996) (soggetto)

## Premi e riconoscimenti
- National Endowment for the Arts: 1969[11]
- Guggenheim Fellowship: 1969[12]
- Saturn Award per la migliore sceneggiatura: 1995 vincitore con Wesley Strick per Wolf - La belva è fuori
- Michigan Author Award: 2014